# Рок Дог
„Рок Дог“ (на английски: Rock Dog) е китайско-американска компютърна анимация от 2016 г. Филмът е режисиран от Аш Бранън, базиран на китайския графичен роман „Тибетско скално куче“ от Джън юн. Той включва гласовете на Люк Уилсън, Еди Иззард, Джей Кей Симънс, Луис Блек, Кенан Томпсън, Мей Уитман, Хорхе Гарсия, Мат Дилън и Сам Елиът.
В България филмът излиза по киносалоните на „Лента“ на 3 март 2017 г.

## Синхронен дублаж
| Роля   | Изпълнител      |
| ------ | --------------- |
| Боди   | Люк Уилсън      |
| Ангус  | Еди Иззард      |
| Кампа  | Джей Кей Симънс |
| Риф    | Кенан Томпсън   |
| Дарма  | Мей Уитман      |
| Гермур | Хорхе Гарсия    |
| Трей   | Мат Дилън       |